# Herscher
Herscher és una vila dels Estats Units a l'estat d'Illinois. Segons el cens del 2000 tenia 1.523 habitants.

## Demografia
Segons el cens del 2000, Herscher tenia 1.523 habitants, 533 habitatges, i 430 famílies. La densitat de població era de 341,9 habitants/km².
Dels 533 habitatges en un 43,5% hi vivien nens de menys de 18 anys, en un 65,9% hi vivien parelles casades, en un 10,3% dones solteres, i en un 19,3% no eren unitats familiars. En el 17,3% dels habitatges hi vivien persones soles el 8,8% de les quals corresponia a persones de 65 anys o més que vivien soles. El nombre mitjà de persones vivint en cada habitatge era de 2,86 i el nombre mitjà de persones que vivien en cada família era de 3,21.
Per edats la població es repartia de la següent manera: un 31,3% tenia menys de 18 anys, un 9,1% entre 18 i 24, un 28,1% entre 25 i 44, un 18,4% de 45 a 60 i un 13,1% 65 anys o més.
L'edat mediana era de 33 anys. Per cada 100 dones de 18 o més anys hi havia 95,3 homes.
La renda mediana per habitatge era de 48.250 $ i la renda mediana per família de 56.583 $. Els homes tenien una renda mediana de 41.012 $ mentre que les dones 25.086 $. La renda per capita de la població era de 18.522 $. Aproximadament el 4,8% de les famílies i el 7,7% de la població estaven per davall del llindar de pobresa.

## Poblacions properes
El següent diagrama mostra les poblacions més properes.